# Альба Ріко
Альба Ріко Наварро (ісп. Alba Rico Navarro) — іспанська акторка, співачка та модель. Вона відома за роль Наті в телесеріалі «Віолетта» на каналі Disney Channel.

## Життєпис

### Кар'єра
Її кар'єра розпочалася у 2012 році з ролі Наті Відал у теленовелі «Віолетта». Вона грала цю роль у всіх трьох сезонах.
У 2013 році вона разом із колегами по серіалу «Віолетта» взяла участь у латиноамериканському турі «Violetta en vivo», а у 2015 році — у європейському турі «Violetta Live».

## Фільмографія
| Рік       | Назва                       | Роль                 |
| --------- | --------------------------- | -------------------- |
| 2012–2015 | «Віолетта»                  | Наталія «Наті» Відал |
| 2014      | «Віолетта: Емоції концерту» | Саму себе            |
| 2015      | «Віолетта: Подорож»         | Саму себе            |
| 2019      | «Лопе Енаморадо»            | Кларіліс             |

## Дискографія

### Саундтреки
- 2012: Violetta
- 2012: Cantar es lo que soy
- 2013: Hoy somos más
- 2013: Violetta en vivo
- 2014: Gira mi cancion
- 2015: Crecimos Juntos